# Курминский сельский округ
Курми́нский сельский округ (каз. Құрма ауылдық округі) — административная единица в составе Абайского района Карагандинской области Казахстана. Административный центр — село Курминское. 
Население — 1507 человек (2009; 1545 в 1999, 1718 в 1989). 
По состоянию на 1989 год существовал Курминский сельский совет (сёла Жумабек, Курминское, Спасск). 

## Административное устройство
| Населённый пункт | Население, лиц (1989) | Население, лиц (1999) | Население, лиц (2009) |
| ---------------- | --------------------- | --------------------- | --------------------- |
| Жумабек, село    | 519                   | ▼456                  | ▼196                  |
| Курминское, село | 1110                  | ▼944                  | ▼1238                 |
| Спасск, село     | 89                    | ▼145                  | ▼73                   |